# Liste der denkmalgeschützten Objekte in Empersdorf
Die Liste der denkmalgeschützten Objekte in Empersdorf enthält das einzige denkmalgeschützte, unbewegliche Objekt der österreichischen Gemeinde Empersdorf im steirischen Bezirk Leibnitz.

## Denkmäler
| Foto |                 | Denkmal                                      | Standort                             | Beschreibung | Metadaten                                                                                        |
| ---- | --------------- | -------------------------------------------- | ------------------------------------ | --- | ------------------------------------------------------------------------------------------------ |
| ja   | Datei hochladen | Ortskapelle HERIS-ID: 68645 Objekt-ID: 81678 | bei Rauden 9 Standort KG: Empersdorf | Die Kapelle steht in der Mitte des Ortes und ist der Heiligen Maria geweiht. Sie wurde 1874 erbaut und in den Jahren 1978–1979 sowie zuletzt 2008–2010 renoviert. | BDA-Hist.: Q38120239 Status: § 2a Stand der BDA-Liste: 2025-06-30 Name: Ortskapelle GstNr.: .188 |